# Стадион Алвеар и Тагле
Стадион Алвеар и Тагле (шп. Estadio Alvear y Tagle) је био фудбалски стадион у провинцији Буенос Ајрес, Аргентина. Био је власништво фудбалског клуба ФК Ривер плејт до 1937. године, после чега је срушен и изграђен нови стадион Монументал 1938. године. Капацитет стадиона је био 50.000 гледалаца.

## Историја стадиона
ФК Ривер плејт је од жењезнице 1922. године изнајмио земљиште за своје игралиште. Уговор је био склопљен на период од пет година по цени од 500 аргентинских пезоса месечно.
Стадион је саграђен 1923. године и био је домаћин за Ривер плејтове утакмице. Главна трибина је имала дужину од 12 метара. Испод трибина се налазила просторија за прву помоћ, фризерски салон, продавница спортске опреме и клубске просторије.
Репрезентација Краљевине Југославије је била прва европска репрезентација која је одиграла међународну утакмицу на овом стадиону. После одржаног светског првенства у Уругвају Југословенска репрезентација је одиграла пријатељску утакмицу против репрезентације Аргентине 3. августа 1930. године. Утакмица је одиграна пред 30.000 гледалаца и завршила се победом домаћина Аргентине са 3:1. Гол за Југославију је постигао Благоје Марјановић у 42 минуту.
Југославија је играла у саставу Милован Јакшић (БАСК) 6, Драган Тошић (Бск) 1, Теофило Спасојевић (Југ)
2, Милорад Арсенијевић (Бск) 20, Љубиша Стефановић (Сете, Фра) 4,
Момчило Ђокић (Југ) 6, Александар Тирнанић (Бск) 9, Благоје Марјановић
(Бск) 19, Иван Бек (Сете, Фра) 6, Ђорђе Вујадиновић (Бск) 8, Бранислав Хрњичек (БАСК) 5 - Тренер Бошко Симоновић 7